# Jardins de les Voltes d'en Cirés
Els jardins de les Voltes d'en Cirés són un espai públic del barri del Raval de Barcelona, situat entre l'Avinguda de les Drassanes i el carrer Nou de la Rambla, a prop d'equipaments com el CAP Drassanes, el Centre Cívic Drassanes i l'Escola Oficial d'Idiomes.

## Història i descripció
El seu nom recorda un dels carrers de l'anomenat «barri Xino», que s'obria sota una volta al núm. 57 del carrer Nou de la Rambla i va desaparèixer a la dècada del 1960 per l'obertura de l'Avinguda de les Drassanes. A començaments de la dècada del 1980 encara hi havia un solar habilitat provisionalment com a parc, però la urbanització definitiva de la zona va arribar de la mà del PERI aprovat el 1985.
En el marc del Pla dels Barris de Barcelona, s'inicià un procés participatiu per a redissenyar els jardins, que culminà el 2019 amb l'arranjament de nou de l'espai, seguint el criteri dels veïns. Es potenciaren els espais de lleure per infants, i es canvià el paviment per sauló i cautxú.

### Vegetació
Hi ha alguns arbres originals de l'espai de les espècies Quercus ilex (Alzina), Tipuana tipu (Tipuana), Phytolaca dioica (Bellaombra) i la Washingtonia robusta.